# 索泰拉尔格
索泰拉尔格（法語：Sauteyrargues，法語發音：[soteʁaʁɡ]）是法国埃罗省的一个市镇，属于蒙彼利埃区。

## 地理
索泰拉尔格（43°50'20"N, 3°55'9"E）面积12.76 平方千米，位于法国奧克西塔尼大區埃罗省，该省份为法国南部沿海省份，南濒地中海，西南接奥德省，西北接塔恩省和阿韦龙省，东北与加尔省接壤。
与索泰拉尔格接壤的市镇（或旧市镇、城区）包括：科尔科讷、克拉雷、丰塔内斯、洛雷特、瓦基耶尔、瓦尔弗洛内斯。

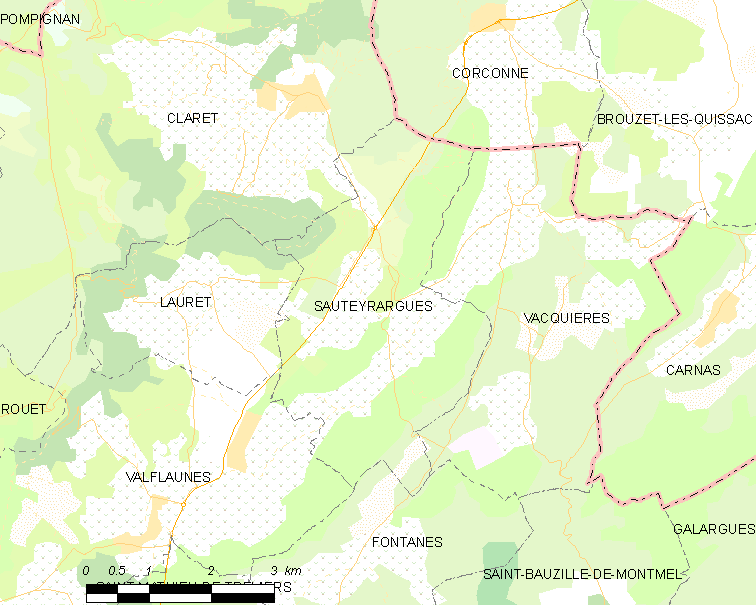
索泰拉尔格的OSM定位图

索泰拉尔格的时区为UTC+01:00、UTC+02:00（夏令时）。

## 行政
索泰拉尔格的邮政编码为34270，INSEE市镇编码为34297。

## 政治
索泰拉尔格所属的省级选区为洛代沃县。

## 人口

1962-2008年间索泰拉尔格人口变化图示

索泰拉尔格于2022年1月1日时的人口数量为435人。